# Міжнародне кримінальне право

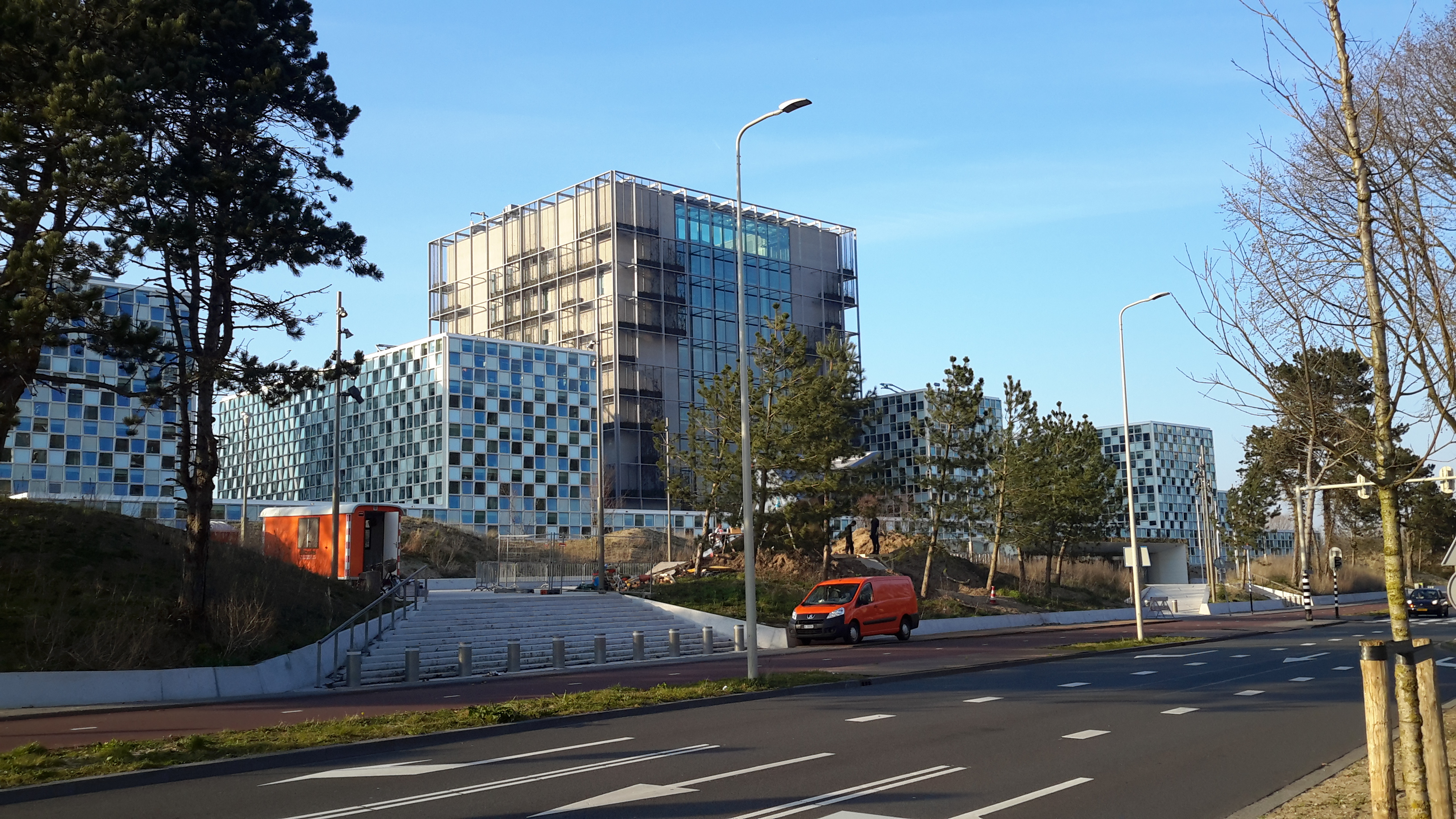
Міжнародний кримінальний суд

Міжнародне кримінальне право — галузь міжнародного публічного права; система принципів і норм, що регулюють співробітництво держав і міжнародних організацій у боротьбі зі злочинністю, передусім з міжнародними злочинами та злочинами міжнародного характеру. Воно тісно пов'язане з національним кримінальним правом. Його метою є захист миру і безпеки, міжнародного правопорядку та забезпечення співробітництва між державами для ефективного судового переслідування злочинців. Предметом міжнародного кримінального права є встановлення відповідальності суб'єктів міжнародного права і покарання осіб, винних у вчиненні згаданих злочинів, їх визначення, запобігання їм, розслідування, судовий розгляд, організація відбування покарання, а також відносини, які виникають у результаті вчинення таких злочинів та застосування покарання за їх вчинення. Суттєвою особливістю М. к. п. є його комплексний характер. Воно об'єднує матеріальні норми крим., крим.-виконавчого права, крим.-процесуальні норми, а також ті, які стосуються судоустрою. Значне місце займають норми, що регламентують взаємодію держав у галузі крим. юстиції. Початок формування М. к. п. пов'язують із статутом Міжнародного воєнного трибуналу для суду над гол. воєн, злочинцями європ. країн «осі» та статутом Міжнародного воєнного трибуналу для Дал. Сходу, які були створені угодами, укладеними відповідно Великою Британією, СРСР, США та Францією у 1945 (до них приєдналися ще 19 держав) і Великою Британією, СРСР, США, Китаєм, Францією, Австралією, Канадою, Новою Зеландією, Нідерландами, Індією та Філіппінами у 1946.
ГАООН 11.XII 1946 підтвердила принципи міжнар. права, що були визнані статутом Нюрнберзького трибуналу і відбиті у його вироку як загальновизнані.
М. к. п. притаманні принципи міжнар. права (зокрема, суверенної рівності держав, їх співробітництва, поважання прав людини, добросовісного виконання зобов'язань), заг. принципи права, гол. джерелом яких є Міжнародний пакт про громадянські та політичні права 1966 (всі люди рівні перед судом; кожний обвинувачуваний має право вважатися невинуватим, поки його вина не буде доведена відповідно до права; смертний вирок не повинен виноситися стосовно осіб, молодших 18 років, і приводитися у виконання стосовно вагітних жінок та ін.), власне принципи М. к. п. (зокрема, невідворотність покарання за вчинення дії, яка за міжнар. правом вважається злочинною; якщо д-ва не встановлює покарання за дію, яка міжнар. правом віднесена до категорії злочинів проти миру і людства, то це не є обставиною, що звільняє винну особу від міжнар. крим. відповідальності; особистої відповідальності за міжнар. правом; посад, становище особи, яка вчинила злочин за міжнар. правом, не звільняє її від крим. відповідальності; відповідальність вищих посад, осіб; виконання особою злочин, наказу свого уряду чи начальника не звільняє її від відповідальності, якщо свідомий вибір був фактично можливий; незастосування строку давності до воєнних злочинців).
Джерелами М. к. п. є договір та звичай, у деяких випадках—рішення міжнар. організацій, заг. принципи права, притаманні осн. внутрідерж. правовим системам, а також принципи міжнар. публ. права. Певне значення мають рішення міжнар. судів (наприклад, вирок Нюрнберзького трибуналу). Важлива роль у створенні норм М. к. п. належить договорам (конвенціям), яких налічується кілька сотень і які присвячені питанням визначення злочинності певних діянь га їх караності, надання допомоги в розслідуванні і суд. розгляді крим. справ, видачі злочинців тощо. Договори бувають універсальними, регіональними (Європейська конвенція про взаємну допомогу в кримінальних справах 1959) або двосторонніми. В них може відображатися міжнар. звичай. Правила ж міжнар. договорів є обов'язковими і для держав, що не є їх учасницями, як звичаєві норми (наприклад, схвалена ГА ООН Конвенція про запобігання злочинові геноциду і покарання за нього 1948). Із цього виходила, зокрема, практика Нюрнберзького трибунату. Прикладом прямого створення норм й інститутів М. к. п. органом міжнар. організації є заснування Радою Безпеки ООН міжнар. трибуналів для кол. Югославії та Руанди резолюціями від 25.У 1993 і 8.XI 1994 (Міжнародний кримінальний трибунал для судового переслідування осіб, відповідальних за серйозні порушення міжнар. гуманітарного права, вчинені на території колишньої Югославії з 1991; Міжнародний кримінальний трибунал для судового переслідування осіб, відповідальних за геноцид та інші серйозні порушення міжнародного гуманітарного права, вчинені на території Руанди, і громадян Руанди, відповідальних за геноцид і інші подібні порушення, вчинені на території сусідніх держав у період з 1.І до 31 .XII 1994). Статутами цих трибуналів підтверджено, що офіц. становище обвинувачуваного, включаючи главу д-ви чи уряду, не звільняє його від крим. відповідальності. Більш того, такі особи несуть відповідальність і за невід-вернення вчинення злочинів підлеглими. Як правило, резолюції міжнар. організацій та їх органів, зокрема ГА ООН, безпосередньо не створюють норм міжнар. права, хоча й виступають важливою ланкою у процесі їх формування. Так, міжнар. стандарти, розроблені під егідою ООН і прийняті її ГА (наприклад, типові договори про взаємну допомогу в крим. справах, про передачу нагляду над злочинцями, умовно засудженими чи умовно звільненими, осн. принципи поводження з ув'язненими), юридично не є обов'язковими для держав, але використовуються ними у своїй міжнар. практиці та в нац. праві.
Норми М. к. п., що належать до категорії норм заг. міжнар. права, мають універсальну сферу дії. Особи, винні у вчиненні таких злочинів (наприклад, воєнних, проти людяності), підлягають переслідуванню (незалежно від місця їх вчинення) будь-якою д-вою, а також міжнар. крим. судом. Сфера ж дії конвенц. злочинів, як правило, поширюється лише на д-ви, які є учасницями договору (конвенції), хоча деякі договори в інтересах посилення боротьби з найтяжчими міжнар. злочинами розширили крим. юрисдикцію, зробивши її універсальною (наприклад, Міжнародна конвенція про припинення злочину апартеїду і покарання за нього 1973). Відповідальність за порушення норм М. к. п. настає для держав — міжнар.-правова (політ., матеріальна, моральна, причому лише за міжнар. злочини), для індивіда — крим.-правова. Норми М. к. п., що регулюють питання відповідальності за злочини міжнар. характеру, реалізуються виключно через застосування відповід. норм внутрідерж. крим. права нац. судами, реалізація ж норм про відповідальність за міжнар. злочини може мати місце й перед міжнар. судом із застосуванням до винних фіз. осіб норм М. к. п., про що свідчить досвід Нюрнб. та Токійського трибуналів. У нормах М. к. п. встановлюється злочинність певних діянь, часто — й склади злочинів. Вказівки ж про вид і строк покарання, як правило, містяться у внутрідерж. крим. праві, хоча певні положення щодо караності міжнар. злочинів можуть міститись і в міжнар.-правових актах. Так, Статут Нюрнберзького трибуналу згадує смертну кару та ін. покарання, які трибунал визнає справедливими, а також конфіскацію у засудженого награбованого майна, а статути міжнар. трибуналів по кол. Югославії та Руанді — тюремне ув'язнення, строки якого судді визначають, керуючись заг. практикою винесення вироків про цей вид покарання у судах Югославії та Руанди, а також повернення будь-якого майна і доходів, одержаних злочин, шляхом, їх законним володільцям. Покарання має бути справедливим (відповідати мірі сусп. небезпеки вчиненого діяння), доцільним (обґрунтованим метою загальної превенції), індивідуалізованим.